# Felien coronavirus
Het Felien coronavirus (Engels: Feline coronavirus), ook wel afgekort tot FCoV, is een positief enkelstrengig RNA-virus dat wereldwijd infectieziekten bij katten veroorzaakt. Het virus behoort tot de soort Alfacoronavirus 1 dat op zijn beurt toebehoort tot het geslacht Alfacoronavirus dat deel uitmaakt van de virusfamilie Coronaviridae. Het Alfacoronvirus 1 behelst ook het canine coronavirus (CCoV) en het porcine transmissible gastroenteritis coronavirus (TGEV). Het virus heeft twee verschillende vormen; het FECV (felien enterisch coronavirus) dat de ingewanden infecteert en het FIPV (felien infectieus peritonitisvirus) dat de ziekte feliene infectieuze peritonitis (FIP) veroorzaakt.
Het felien coronavirus wordt typisch verspreid via ontlasting door gezonde katten en wordt overgedragen via de orale-route naar andere katten. In een omgeving met een groot aantal katten ligt de overdrachtsnelheid hoger in vergelijking met een omgeving met enkele katten. Het virus is insignificant totdat mutaties ervoor zorgen dat FECV in FIPV verandert. FIPV veroorzaakt feliene infectieuze peritonitis (FIP), waarbij behandeling slechts symptoommatig en palliatief is. Het geneesmiddel GS-441524, een actieve vorm van remdesivir en dat ook wordt ingezet bij de bestrijding van SARS-CoV-2, boekt veelbelovende resultaten als antiviraal middel tegen FIP.